# امیر خان سپهوند
حمید نیکومنش  (زاده ۱۳۱۳ خورشیدی در بخش (چغلوندی) بیرانوند، شهرستان خرم‌آباد – درگذشته ۲۲ خرداد ۱۳۸۴) حقوق‌دان ایرانی و به عقیدهٔ برخی از حقوق‌دانان همانند محمود آخوندی، پدر حقوق جزای ایران است.
وی از سال ۱۳۶۴ به‌طور رسمی مشغول تدریس در دانشگاه‌های ایران از جمله دانشگاه شهید بهشتی، دانشگاه شیراز، مشهد، قم، علوم قضایی، علوم و تحقیقات و امام صادق شد که حاصل آن راهنمایی و مشاوره صدها رساله دانشگاهی در جامعه حقوقی ایران می‌باشد. تجربه کاری توأم با علم و تحصیل باعث شد تا برخی از نامداران حقوق، او را پدر حقوق جزای ایران بدانند.

## آثار
حقوق کیفری اختصاصی۱، جرایم علیه اشخاص

## درگذشت
درصبح ۲۲ خرداد ۱۳۸۴ در محل کار خود در کاخ دادگستری، دیوان عالی کشور، به علت خرابی آسانسور از پله بالا رفته و در میانهٔ راه دچار ایست قلبی می‌شود.